# 李靳宇
李靳宇（2001年1月30日—）生于黑龙江哈尔滨，是一名中国女子短道速滑运动员。她曾在2018年冬奥会上摘得女子1500米银牌，取代花样滑冰选手陈露成为史上最年轻的中国冬奥奖牌获得者。
李靳宇童年时师从教练赵淑琦练习短道速滑，后来她跟随教练到内蒙古，并代表该地参加国内比赛。